# Poppo de Turingia
Poppo II o Boppo II (m. después de 906) fue el duque de Turingia, actual Alemania, desde 880 hasta su deposición en el año 892. Su título fue dux Sorabici (limitis) o dux Thuringorum, a veces escrito marchio (margrave). Antes de esto su título era comes (conde). 
Poppo, un Popponida, fue el hermano menor de Enrique de Franconia. Tenían también un hermano más joven llamado Egino. Los tres pudieron ser los hijos o nietos de Poppo (I) de Grapfeld. 
Poppo sucedió a Radulfo II en la marca Soraba no más allá del año 880. En aquel año, los daleminzi, bohemios y sorbios amenazaron con invadir Turingia y quemar los distritos eslavos aliados de los alemanes. La posterior expedición de Poppo contra ellos está documentada en tres diferentes tradiciones manuscritas de los Annales Fuldenses. Puede que dirigiera a los turingios en su campaña, pero fue ciertamente victorioso. 
Las razones detrás de las batalla de Poppo en 882, 883, y 884 se desconocen. En el año anterior, él y los turingios habían sido derrotados bajo Egino en una guerra que ellos habñian instigado con los sajones En 883, de nuevo combatió a su hermano Egino, quien está documentado como coduque de los turingios, y fue derrotado salvajemente y obligado a retirarse con solo unos pocos hombres.
Poppo fue privado de sus cargos y sus títulos en 892. Según Regino de Prüm, Poppo había aconsejado a Arn, obispo de Würzburgo, que emprendiera la expedición contra los eslavos en la que fue asesinado aquel año. Debido a que Poppo fue reemplazado en Turingia por Conrado y Arn sucedido por Rodolfo, ambos conradinos, se supone que el rey Arnulfo estaba simplemente apoyando a una familia por encima de otra: los conradinos y los Babenberger estaban enfrentados poco después. Por otro lado, Poppo pudo haber sido castigado por la campaña mal aconsejada de Arn. Le devolvieron sus tierras en 899 y fue nombrado conde del Nordgau bávaro en 903. Fue conde del Volkfeld en 906. Murió un tiempo después. 